# Prieuré de Notre-Dame du Champ-de-Vigne
Le prieuré de Notre-Dame du Champ-de-Vigne dépendait de l'Abbaye Notre-Dame d'Évron, à Mézangers en  Mayenne.

## Histoire
Ce prieuré existait au commencement du XIIIe siècle. En 1219, Savary d'Anthenaise lui donna la terre de la Croix, située entre la voie charretière, le ruisseau de Larnitore ( ?) et les fossés des Ermites. L'année suivante, Guillaume du Teil donnait aux religieux qui habitaient ce prieuré droits d'usage dans les bois d'Hermet, de Langé et du Bois-Robert, et tout le terrain qu'ils pourraient enclore par l'eau du ruisseau de Geraine.
Il n'est plus question dans la suite du prieuré de Notre-Dame du Champ-de-Vigne. L'église Saint-Front de Mézangers est désignée quelquefois sous le titre de Notre-Dame ; on connaît aussi dans le bourg un lieu de la Vigne et il s'y voyait encore vers 1830, avant l'ouverture du chemin conduisant à la route d'Évron, une  chapelle sous le vocable, dit-on, de saint Blaise ; elle était dans les dépendances de la Grand'Maison.
En 1553, Charles Fanois, avocat au Mans, mari de Françoise Thireau, probablement procureur de la seigneurie du Rocher comme le fut François Fanois en 1565, rendait aveu à la seigneurie de Mézangers pour sa grand maison manable de la Vigne, chapelle, estable, jardin et court. Vers 1600, Ambroise Favois fait une fondation de prières à dire le jour du sacre en passant par la chapelle de la Vigne, le grand chemin entre deux. Le doyen d'Évron écrit en 1778 que le prieuré de Mézangers valait de 700 à 800 livres. Ces raisons sont peut-être assez fortes pour l'Abbé Angot pour placer à Mézangers même un prieuré, qui aurait été délaissé de bonne heure puisqu'il n'en est plus fait mention depuis le XIIIe siècle.
Il faut pourtant ajouter qu'il existe en Montourtier, à 4 kilomètres à l'Ouest de Mézangers, sur le ruisseau de Geraine ou de Deux-Évailles, à la lisière du bois d'Hermet, un étang, moulin au village du Champ-de-Vigne, indiqués sur les cartes de Jaillot et de Cassini.
Serait-ce là, pour l'Abbé Angot le lieu de l'établissement disparu ou simplement un de ses domaines ? 
En tout cas, dès le XVIe siècle, le Champ-de-Vigne était une propriété laïque.

## Source
- « Prieuré de Notre-Dame du Champ-de-Vigne », dans Alphonse-Victor Angot et Ferdinand Gaugain, Dictionnaire historique, topographique et biographique de la Mayenne, Laval, A. Goupil, 1900-1910 [détail des éditions] (BNF 34106789, présentation en ligne)